# Järeda distrikt
Järeda distrikt är ett distrikt i Hultsfreds kommun och Kalmar län. 
Distriktet ligger omkring Virserum. 

## Tidigare administrativ tillhörighet
Distriktet inrättades 2016 och utgörs av en del av området som Virserums köping omfattade till 1971, en del som före 1956 utgjorde Järeda socken.
Området motsvarar den omfattning Järeda församling hade vid årsskiftet 1999/2000.